# Chironomus dissimilis
Chironomus dissimilis är en tvåvingeart som först beskrevs av Jean-Jacques Kieffer 1917.  Chironomus dissimilis ingår i släktet Chironomus och familjen fjädermyggor. Inga underarter finns listade i Catalogue of Life.